# Garrett Richards
Garrett Richards (né le 27 mai 1988 à Edmond, Oklahoma, États-Unis) est un lanceur droitier des Ligues majeures de baseball.

## Carrière
Joueur à l'Université d'Oklahoma, Garrett Richards est un choix de première ronde des Angels de Los Angeles d'Anaheim au repêchage des joueurs amateurs en juin 2009. Cette sélection est obtenue par les Angels en compensation pour la perte dans les mois précédents d'un agent libre, Francisco Rodriguez.

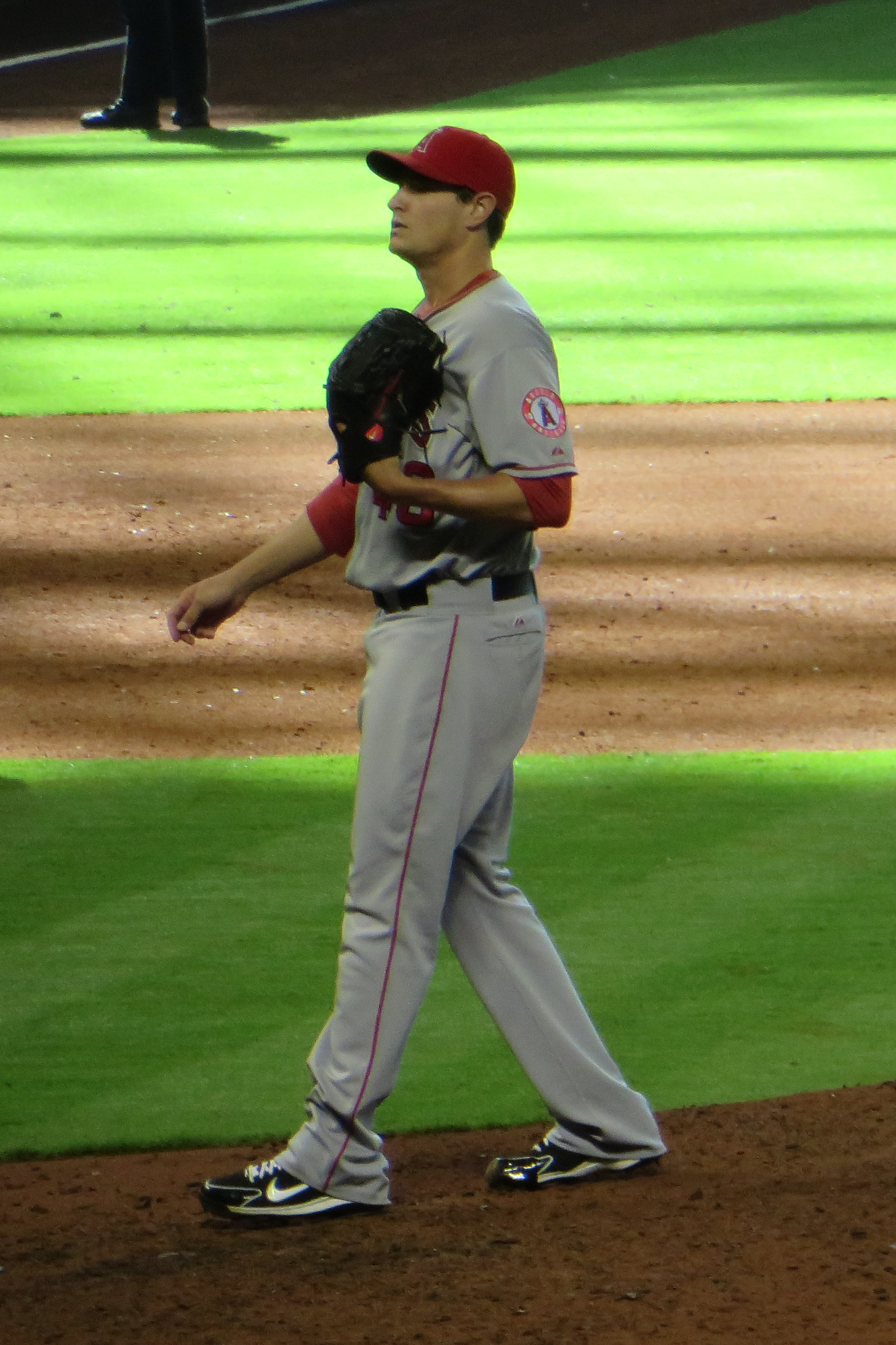
Garrett Richards en 2013.

Richards est rappelé des ligues mineures durant l'été 2011 alors que les Angels sont privés de leur as lanceur Jered Weaver, frappé d'une suspension. Richards fait ses débuts dans les majeures le 10 août mais son premier départ comme lanceur partant ne se passe pas très bien : il accorde six points sur six coups sûrs aux Yankees de New York au Yankee Stadium et est crédité de la défaite. Il apparaît dans 7 matchs, dont 3 comme lanceur partant, et lance 14 manches en fin de saison 2011, encaissant deux défaites.
Il remporte sa première victoire dans les majeures le 5 juin 2012 sur les Mariners de Seattle. Principalement utilisé comme releveur à sa saison recrue, il termine 2012 avec 4 victoires, 3 défaites et une moyenne de points mérités de 4,69 en 71 manches lancées en 9 départs et 21 présences en relève.
En 2013, Richards remet une moyenne de points mérités de 4,16 en 145 manches lancées. Il amorce 17 parties des Angels et ajoute 30 présences en relève. Il remporte 7 victoires et encaisse 8 défaites.

### Saison 2014
Richards intègre la rotation de lanceurs partants des Angels en 2014 et débute 26 parties. Il se révèle l'as du groupe et un sérieux candidat au trophée Cy Young, alors qu'il remporte 13 victoires contre seulement 4 défaites et affiche une moyenne de points mérités de seulement 2,61 en 168 manches et deux tiers lancées. Il est l'un des grands oubliés du match des étoiles 2014, pour lequel il ne reçoit pas d'invitation. Une blessure au genou gauche subie le 20 août face aux Red Sox de Boston, alors que les Angels ont la meilleure fiche des majeures, met abruptement fin à sa saison. Richards se blesse en couvrant le premier but sur une balle à double jeu. Il doit être opéré et la convalescence recommandée est d'une durée de 6 à 9 mois. Au moment de se blesser, Richards était 5e de la Ligue américaine pour la moyenne de points mérités, premier pour la moyenne de points mérités lors des matchs à l'extérieur (1,95) et premier pour la moyenne au bâton de l'adversaire (,195). Il était aussi le lanceur ayant accordé le moins de coups de circuit (0,267) par 9 manches lancées dans les majeures.